# 글라조프
글라조프(러시아어: Глазов, 우드무르트어: Глазкар 글라즈카르)는 러시아 우드무르트 공화국 북쪽에 위치한 도시이다. 시베리아 횡단 철도가 통과하는 지점에 위치해 있다. 인구는 12만 명 (2003년)이다.
올가 체호프, 러시아의 유명한 작가 안톤 체호프가 지냈던 곳으로도 유명하다.